# Statsseminarium
Et statsseminarium var et statsejet seminarium til uddannelse af folkeskolelærere.
Eksempel: Ribe Seminarium var privatejet fra oprettelsen i 1899 til 1918, hvor det blev overtaget af staten. Ved strukturreformen i 2004 blev det selvejende og ændrede derved navn fra Ribe Statsseminarium til igen at hedde Ribe Seminarium. Det er sidenhen lagt ind under læreruddannelsen i Esbjerg.
Der er i dag ingen statsejede seminarier, dvs. statsseminarier, tilbage. Nogle er nedlagt, og andre er efter en periode som selvejende institutioner, blevet en del af Professionshøjskolestrukturen i 2007 .
| Skole | Spire Denne artikel om en skole, en uddannelsesinstitution eller uddannelse er en spire som bør udbygges. Du er velkommen til at hjælpe Wikipedia ved at udvide den. |